# Кубна средина
Кубна средина је бројевна средина већа од квадратне.
Математички запис:
{\displaystyle K={\sqrt[{3}]{\frac {{a_{1}}^{3}+{a_{2}}^{3}+{a_{3}}^{3}+...+{a_{n}}^{3}}{n}}}}

## Општи облик
{\displaystyle K_{x}={\sqrt[{x}]{\frac {{a_{1}}^{x}+{a_{2}}^{x}+{a_{3}}^{x}+...+{a_{n}}^{x}}{n}}}}